# 31896 Gaydarov
31896 Gaydarov è un asteroide della fascia principale. Scoperto nel 2000, presenta un'orbita caratterizzata da un semiasse maggiore pari a 2,4675746 UA e da un'eccentricità di 0,1171632, inclinata di 5,66260° rispetto all'eclittica.